# لوکا دوسولیه
لوکا دوسولیه (فرانسوی: Lucas Dussoulier‎؛ زادهٔ ۲۷ ژوئیهٔ ۱۹۹۶) بازیکن بسکتبال ۳ نفره اهل فرانسه است.
از باشگاه‌هایی که در آن بازی کرده است می‌توان به الان بیرنایس اشاره کرد.
وی در مسابقات کشوری و بین‌المللی در مجموع برندهٔ ۱ مدال نقره شده است.